# 오드 뵈레 쇠렌센
오드 뵈레 쇠렌센(Odd Børre Sørensen, 1938년 8월 9일 ~)는 노르웨이 가수이다.  유로비전 송 콘테스트 1968에서 노르웨이 대표로 참가했다. 